# 자이엘리베이터
자이엘리베이터 주식회사(영어: GS Elevator)는 서울특별시 서초구에 본사를 둔 승강기 제조업체로, GS그룹의 이전 자회사이다.

## 역사 및 현황
2020년 7월 17일에 설립되었으며, 2025년 3월부로 상호를 GS엘리베이터에서 자이엘리베이터로 변경하였다.